# Faidon
Faidon (klassisk grekiska: Φαίδων) är en dialog av den grekiske filosofen Platon. Den handlar om Sokrates syn på livet efter döden, som han avhandlar dagen innan han ska avrättas av den atenska staten för att ha förnekat dess gudar och tagit ställning emot demokrati. Sokrates använder dialektik för att argumentera för att människan har en odödlig själ. Dialogen återberättas av Faidon från Elis, en av Sokrates elever som var närvarande vid dödsbädden, för den pythagoréiske filosofen Echekrates.
Faidon var vida läst under antiken och påverkade många andra filosofer. Den översattes till latin 1160 av Henricus Aristippus. Den gavs ut på svenska 1870 i översättning av Magnus Dalsjö. Flera svenska nyöversättningar har följt, bland annat Jan Stolpes översättning från 1993.

## Bilder

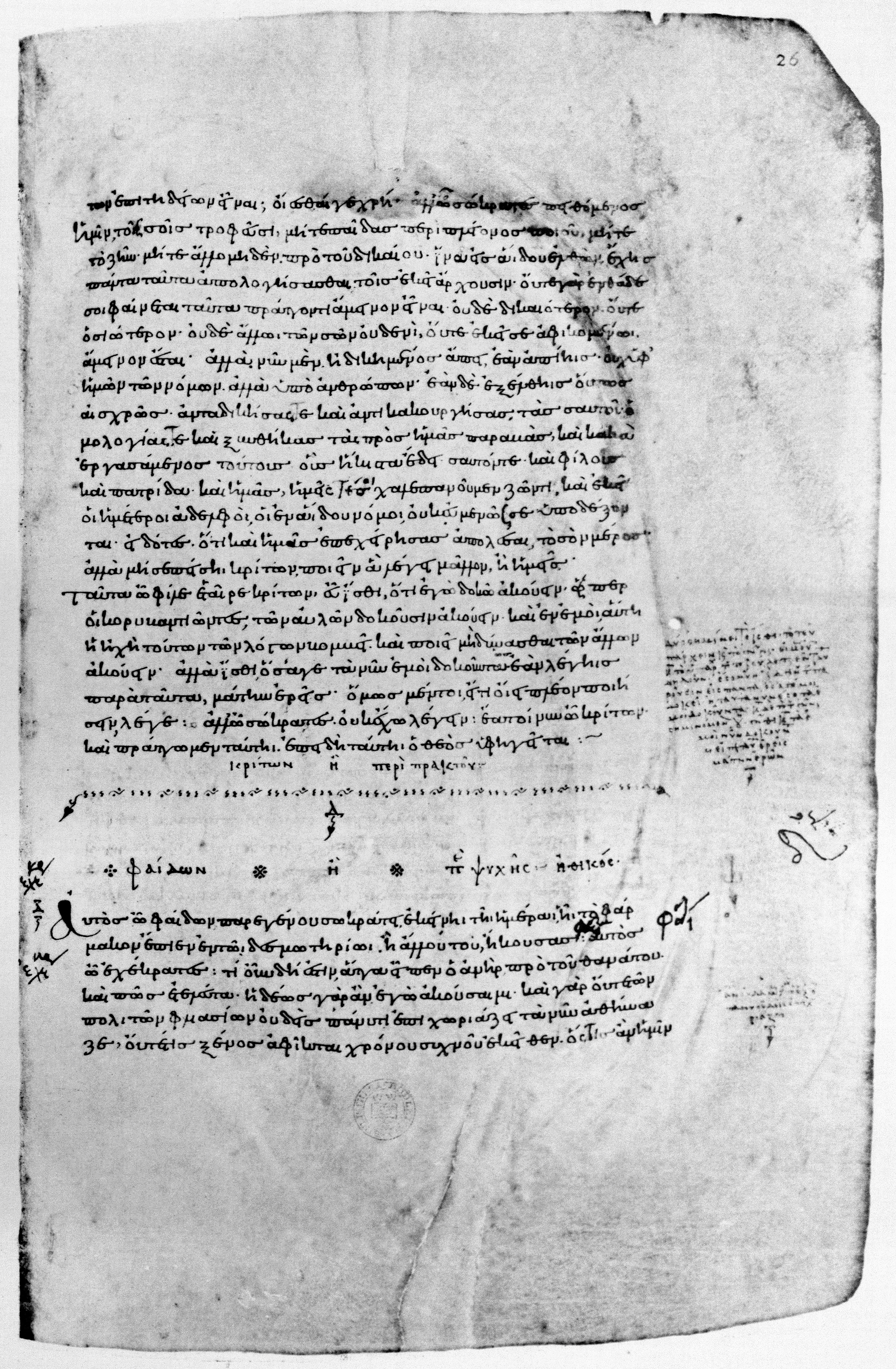
Inledningen av Faidon i den äldsta bevarade handskriften, Codex Clarkianus, från år 895.